# ایان کار
ایان کار (انگلیسی: Ian Carr; ۲۱ آوریل ۱۹۳۳ – ۲۵ فوریهٔ ۲۰۰۹) موسیقی‌دان، آهنگساز، نویسنده و آموزگار اهل اسکاتلند بود. او نویسنده زندگینامه کیت جرت و مایلز دیویس است.